# Младост 3 (станция метро)
Младост 3 (рус. Молодость 3) — станция Софийского метрополитена. Расположена на 1-й линии (маршрут M4), между станциями «Младост 1» и «ИЕЦ — Цариградско шосе».

## История
Станция «Младост 3» была открыта 15 апреля 2012 г.

## Местоположение и архитектурное оформление
Станция расположена на пересечении бульвара Андрея Сахарова с бульваром Андрея Ляпчевым в жилом районе «Младост 3». Станция подземная, с боковыми платформами, мелкого заложения. Длина платформы — 102 м. Станционный зал платформы исполнен в белых и коричневых тонах. Станция имеет два подземных вестибюля, связанных с подземными переходами на перекрёстке.

## Фотогалерея

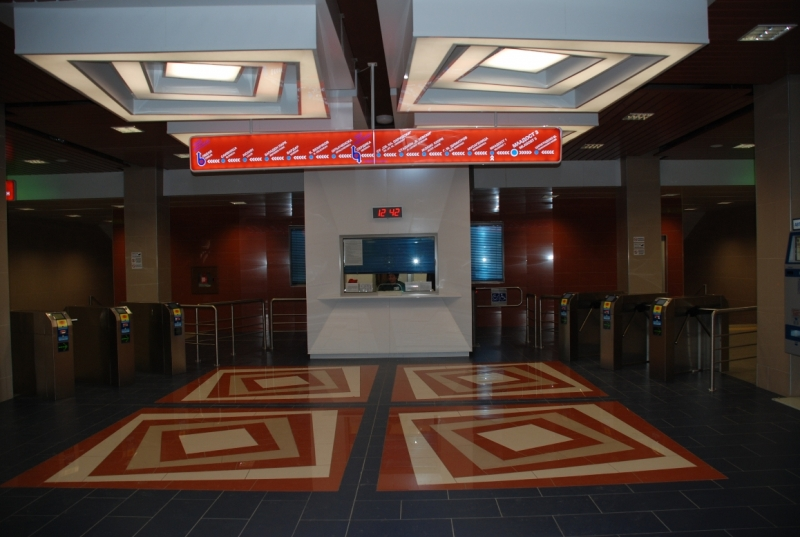